# جورج روس (لاعب كرة قدم بريطاني)
جورج روس (بالإنجليزية: George Ross) (15 أبريل 1943 في المملكة المتحدة - 7 مايو 2016) هو مدرب كرة قدم ولاعب كرة قدم بريطاني في مركز الظهير. لعب مع بريستون نورث إيند ونادي ساوثبورت ونادي موركامب.

## وصلات خارجية
- جورج روس على موقع قاعدة بيانات كرة القدم.إي يو (الإنجليزية)
- جورج روس على موقع عالم كرة القدم.نت (الإنجليزية)